# Acanthodelta renata
Acanthodelta renata är en fjärilsart som beskrevs av Embrik Strand 1914. Acanthodelta renata ingår i släktet Acanthodelta och familjen nattflyn. Inga underarter finns listade i Catalogue of Life.